# Scipione Dentice
Scipione Dentice (29 de enero de 1560 – 21 de abril de 1633) fue un compositor y tecladista napolitano del renacimiento. No debe confundirse con su colega y contemporáneo Scipione Stella (1560 – c. 1620), miembro del círculo de Carlo Gesualdo. También conviene distinguirlo de su abuelo Luigi Dentice, teórico musical y de su tío Fabrizio Dentice, intérprete de laúd.
Ambos Scipiones se conocieron; el compositor español Sebastián Raval refiere que ambos estuvieron presentes junto a Luca Marenzio en el palacio Peretti de Roma cuando ofreció un concierto.